# Megachernes himalayensis
Megachernes himalayensis es una especie de arácnido  del orden Pseudoscorpionida de la familia Chernetidae.

## Distribución geográfica
Se encuentra en la India   China y Nepal.